# Calle Florida

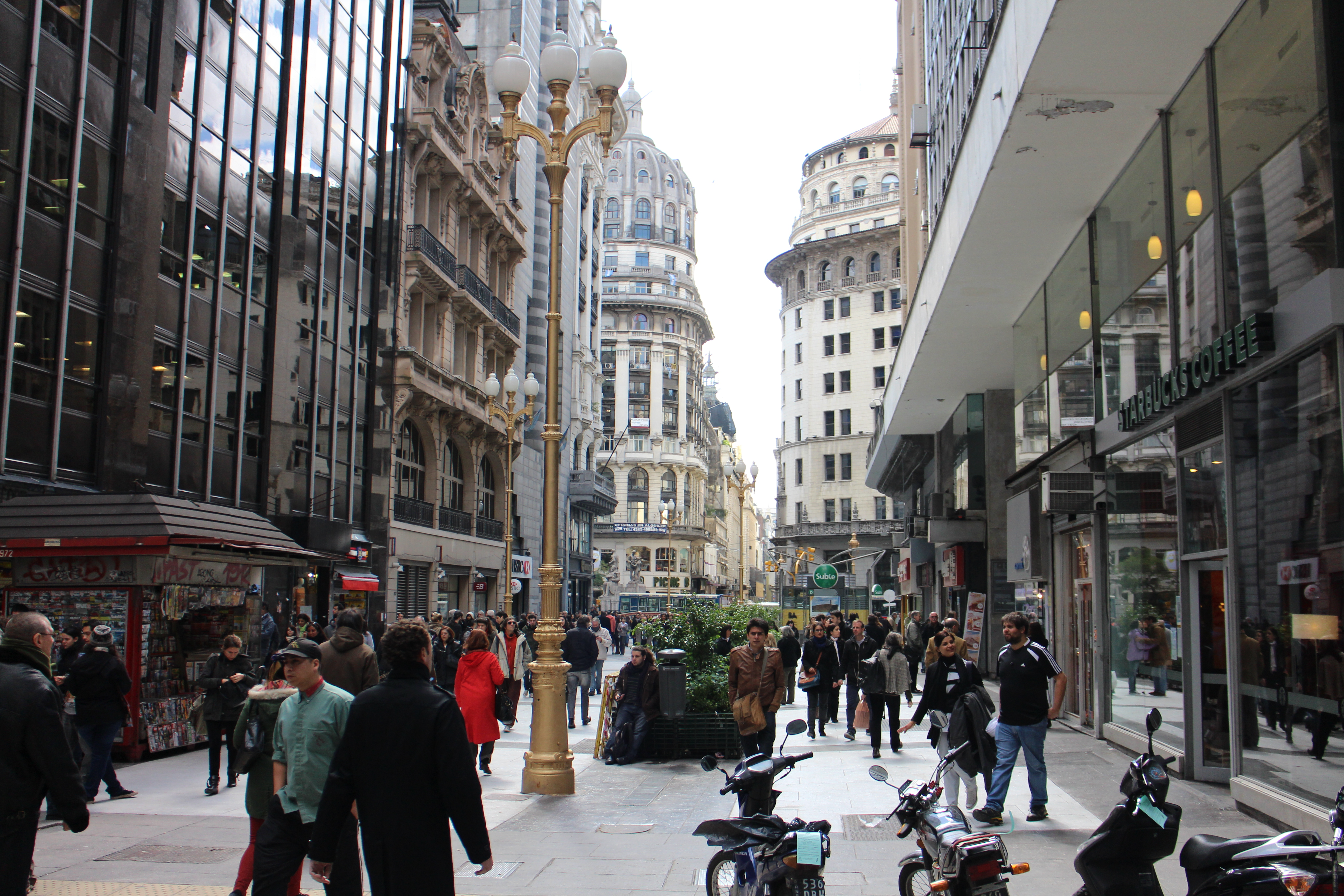
Calle Florida nel 2013.

La calle Florida è una celebre strada pedonale del centro della capitale argentina Buenos Aires. Congiunge avenida Rivadavia con Plaza San Martín.

## Storia

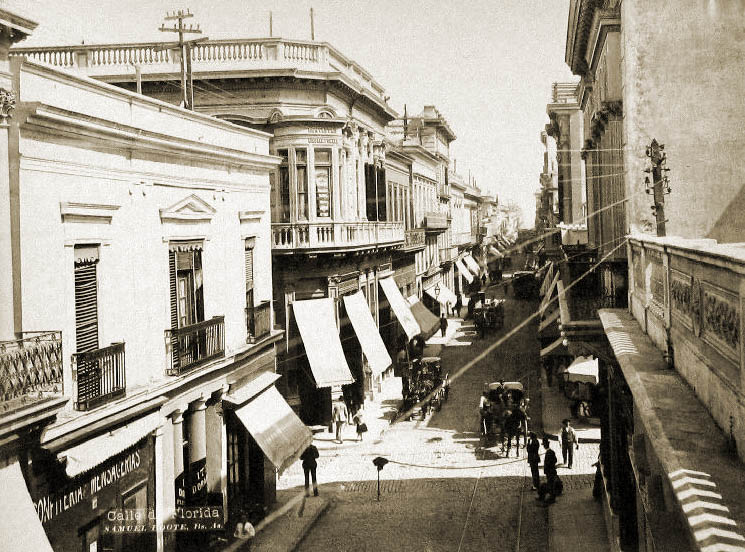
Florida nel 1899 circa.

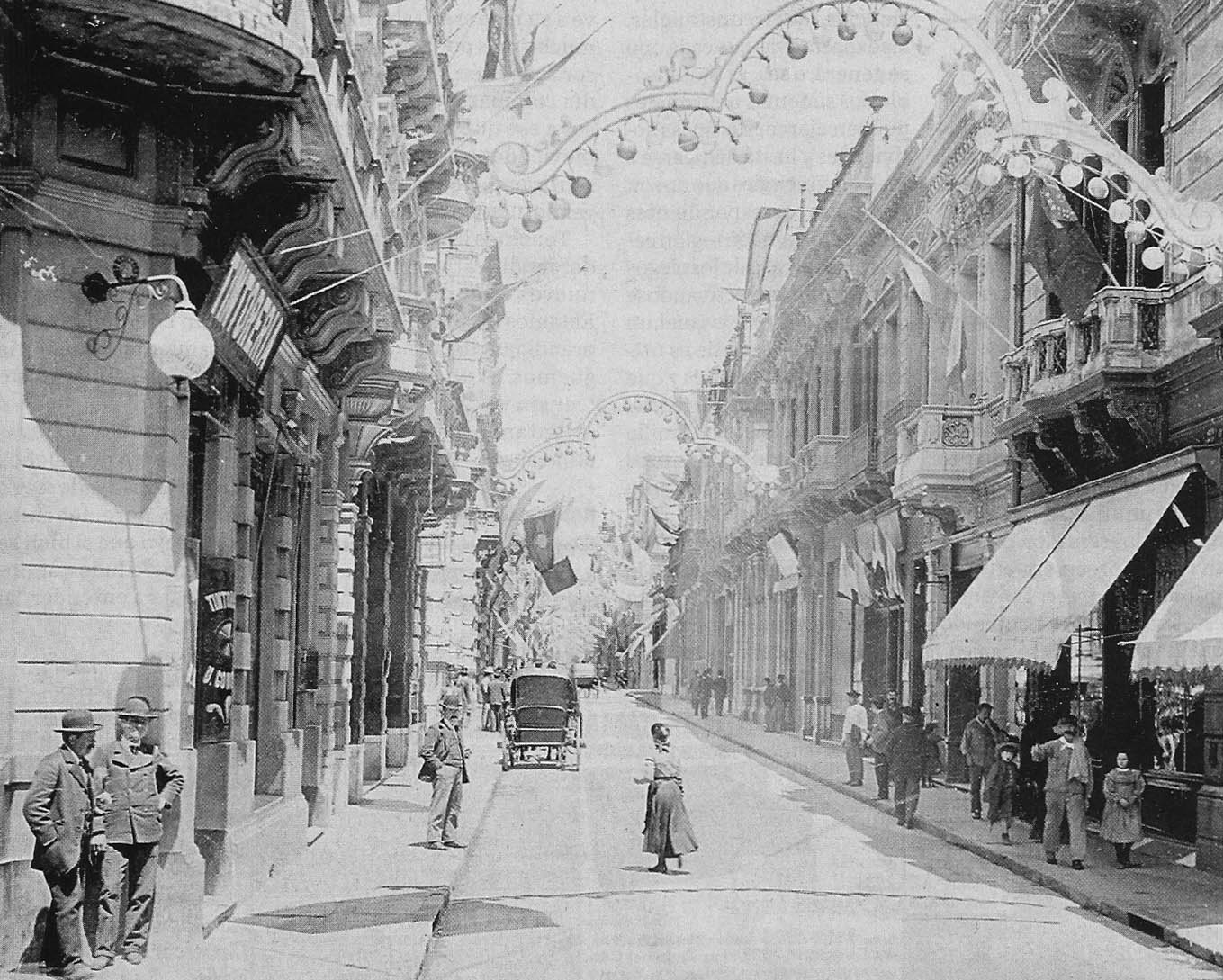
Florida con l'illuminazione elettrica, 1900.

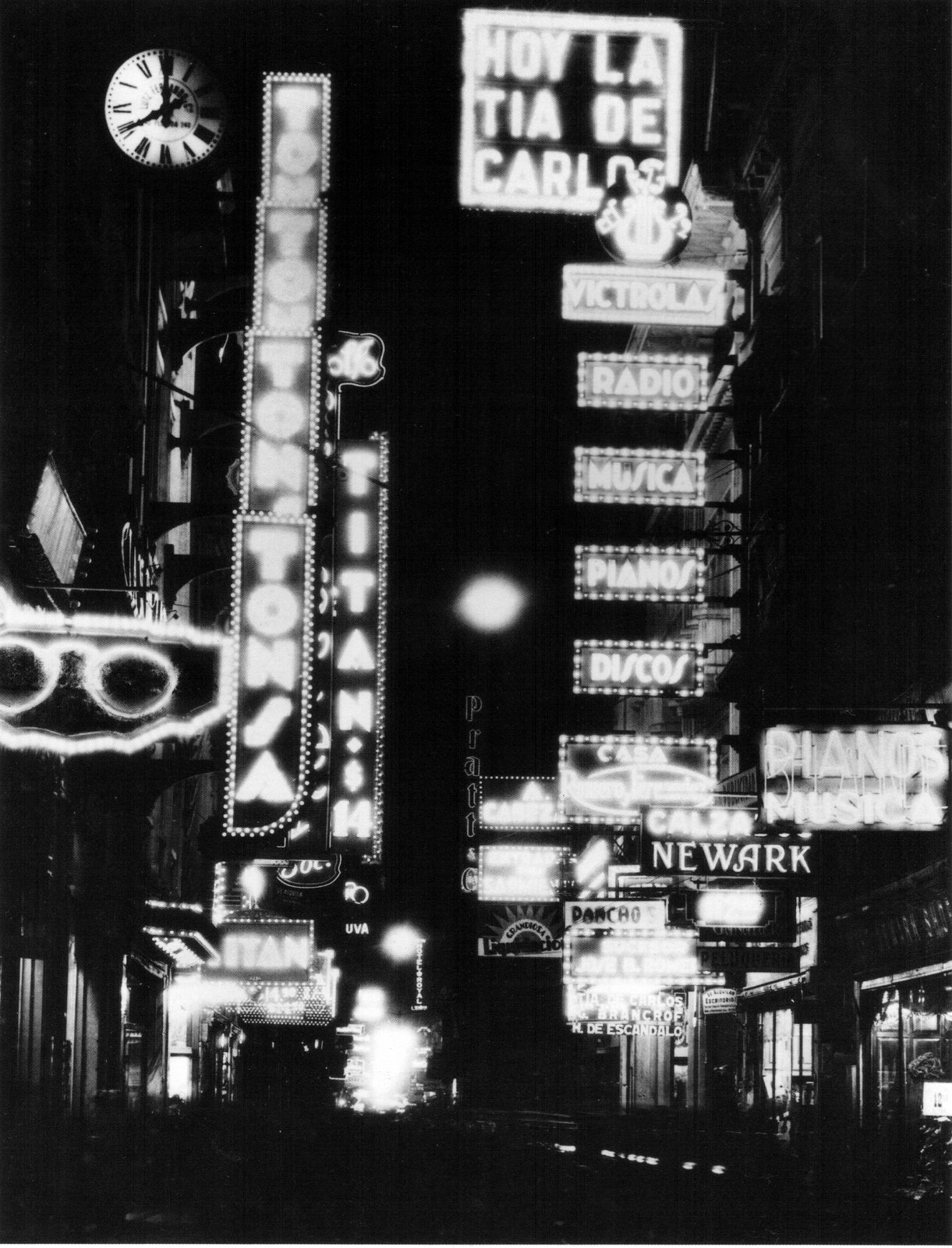
Veduta notturna, 1936.

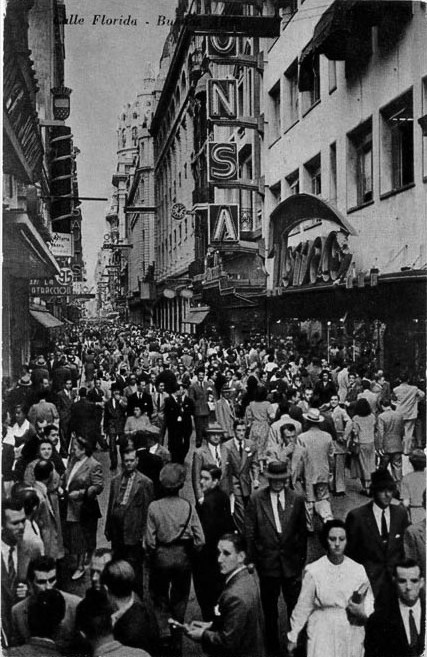
Florida negli anni cinquanta.

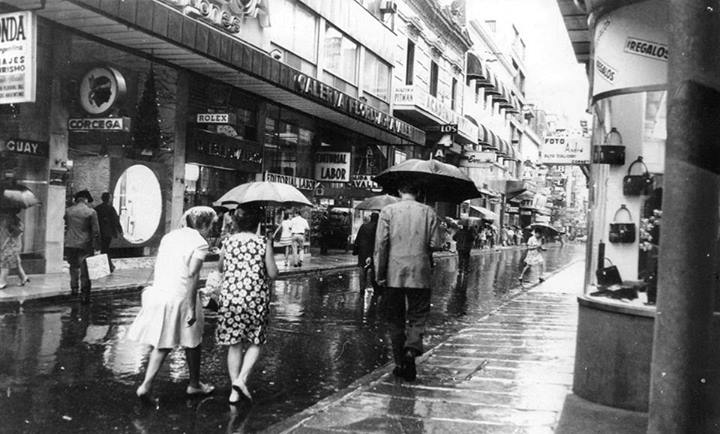
La strada nel 1969, prima di essere completamente pedonalizzata.

Le origini della strada risalgono alla fondazione di Buenos Aires nel 1580, quando fu tracciata come un semplice sentiero in salita dalle rive del Río de la Plata. Il suo primo nome ufficiale fu San José, emanato dal governatore Miguel de Salcedo nel 1734. Tra la fine del XVIII e l'inizio del XIX secolo, la strada era conosciuta popolarmente come Calle del Correo (Via della Posta), in riferimento all'ufficio postale situato in quella che poi divenne calle Perú (la continuazione meridionale di Via Florida). In seguito fu conosciuta anche come Empedrado (via del ciottolato). Il suo manto venne migliorato con l'impiantazione di massi portati da Montevideo a partire dal 1789, divenne la prima strada pavimentata della città (una sezione dell'originale pavimentazione in ciottoli è esposta dietro l'ingresso della stazione della metro Catedral sull'Avenida Diagonal Norte). In seguito alle invasioni britanniche del Río de la Plata, nel 1808 la strada fu intitolata a Baltasar Unquera, un aiutante di campo del viceré Santiago de Liniers caduto nella lotta contro le truppe dell'ammiraglio William Carr Beresford. La strada fu chiamata per la prima volta Florida nel 1821. Il nome fu scelto in onore della battaglia combattuta nel 1814 nell'Alto Perù contro i realisti durante la guerra d'indipendenza argentina. Il governatore Juan Manuel de Rosas rinominò la strada "Perú" nel 1837, ma nel 1857 fu ripristinato quello attuale.
L'inno nazionale argentino fu eseguito per la prima volta nel 1813 nella casa di calle Florida di Mariquita Sánchez de Thompson, una delle cittadine più illustri della città. Le élite argentine cominciarono a lasciare i quartieri centrali e meridionali della città soprattutto a causa delle epidemie, in particolare quella di febbre gialla del 1871. Decisero di trasferirsi in zone più elevate e salubri della città e scelsero in particolare la zona conosciuta come Retiro. La calle Florida, la cui metà settentrionale si trova nel Retiro, iniziò quindi a convertirsi in un'arteria commerciale nel 1872 iniziando così a accogliere farmacie, rivenditori di mobili, gioiellerie e mercerie che offrivano le ultime novità della moda europea. Negli anni '80 e '90 del XIX secolo, lungo calle Florida furono costruiti numerosi palazzi privati. Il Bon Marché, di ispirazione parigina, divenne la prima galleria commerciale su larga scala della strada nel 1889, mentre l'Argentine Jockey Club, il più prestigioso club per gentiluomini e società di corse di cavalli della nazione, fu inaugurato nel 1897.
L'Unione Civica Giovanile fu fondata nel 1889 all'incrocio con Avenida Córdoba. Questa organizzazione avrebbe fomentato la Rivoluzione del Parco nel 1890, e dalle sue file sarebbe nata l'Unione Civica Radicale nel 1891.
Nel 1890 fu attivata una linea tramviaria lungo calle Florida, che nel frattempo si stava affermando come una delle principali arterie commerciali di Buenos Aires. Nel 1911, su richiesta dei commercianti della via, fu vietato il traffico veicolare durante le ore di lavoro e nel 1913 il tram fu smantellato per pedonalizzare un tratto della strada. L'inaugurazione del 1914 dei grandi magazzini Gath & Chaves coincise con l'inaugurazione di Harrods Buenos Aires, l'unica filiale all'estero di Harrods, e con la guglia illuminata della Galería Güemes. Calle Florida divenne anche l'indirizzo di una serie di importanti sedi aziendali negli anni Venti, tra cui BankBoston Argentina e La Nación, il principale quotidiano di informazione del paese all'epoca. Calle Lavalle, che interseca la Florida, divenne un punto di riferimento per le sale cinematografiche locali a partire dagli anni Trenta.
In seguito, però, le classi medie e alte della città si sarebbero trasferite più a nord, a Recoleta, Palermo e Belgrano. Questa tendenza si accentuò dopo l'incendio doloso del 1953 della sede del Jockey Club da parte di un gruppo di manifestanti peronisti. Il suo declino, tuttavia, fu attenuato sia da un'epoca di relativa prosperità in Argentina, sia da pietre miliari come l'inaugurazione dell'Hotel Claridge nel 1946, la sede di Florida dell'Istituto Torcuato di Tella nel 1963 (che divenne un fulcro della scena avanguardistica e pop art della capitale argentina durante gli anni Sessanta) e la conversione della strada in una zona pedonale nel 1971. Lo scrittore Jorge Luis Borges viveva vicino all'estremità settentrionale e amava passeggiare per la strada semi-deserta nelle ore precedenti l'alba. Borges criticò apertamente i lavori di ristrutturazione della strada nel 1970; era cieco e la nuova disposizione di bidoni della spazzatura, fioriere, vasi di fiori e portariviste rappresentava per lui un serio rischio di accessibilità. Fu anche influenzato dai suoi amici esteti, che vedevano il nuovo schema come una rottura con la tradizione.
La crisi economica degli anni '80, tuttavia, precluse qualsiasi ripresa. Negli anni novanta la strada non ha beneficiato nemmeno del boom dei consumi, che sono stati in gran parte dirottati verso una serie di nuovi centri commerciali aperti nella parte nord della città. Nel 1999 il sindaco Fernando de la Rúa fece sostituire le pavimentazioni in cemento strutturato con piastrelle di granito posate con un motivo decorativo in bianco e nero.
Negli anni successivi, il commercio lungo la strada è stato afflitto dal proliferare di venditori ambulanti abusivi, a causa di una lacuna legale nell'ordinanza comunale che vietava questa pratica; il sindaco Mauricio Macri è riuscito a far allontanare definitivamente questi venditori nel gennaio 2012. Calle Florida continua ad avere affitti commerciali tra i più alti della città ed è diventata un'attrazione preferita dal crescente numero di turisti stranieri della città.

## Gallerie commerciali
Florida è nota per la presenza di diverse gallerie commerciali, tra le più note spiccano:
- Galería Güemes, il primo grattacielo commerciale di Buenos Aires, inaugurato nel 1915.
- Galería Jardín, caratterizzata da numerosi negozi di materiale informatico.
- Galerías Pacífico, inaugurata nel 1890, restaurata e trasformata in centro commerciale nel 1990, con una grande affluenza di turisti.
- Galeria Boston, che colpisce per essere completamente coperta da un murale in altorilievo, opera dell'artista Carybé, realizzato nel 1962.